# SOAR (когнитивная архитектура)
SOAR — это когнитивная архитектура, разработанная Алленом Ньюэллом, Джоном Лэрдом и Полом Розенблумом. Она представляет собой многофункциональную платформу, которая имитирует принципы когнитивных операций. Модель SOAR определяет ключевые этапы переходных процессов в любой системе.
В соответствии с ней, процесс решения задачи включает в себя несколько этапов:
1. Определение состояния — понимание текущей ситуации.
2. Выбор операторов — определение действий, которые могут изменить состояние.
3. Переход через состояния — последовательное движение от одного состояния к другому.
4. Достижение результата — финальная цель, которую стремятся достичь.

Название SOAR происходит от базового цикла: текущее состояние, оператор (действие) и результат.

## История создания

### Теоретические основы
Когнитивная архитектура SOAR была создана в начале 1980-х годов в рамках исследований по решению проблем и общему интеллекту в Университете Карнеги-Меллон. Проект вели Джон Лэрд, Аллен Ньюэлл и Пол Розенблум. В основе SOAR лежит гипотеза проблемного пространства, описанная в книге Аллена Ньюэлла «Единые теории познания». Эта гипотеза восходит к одной из первых созданных систем искусственного интеллекта — логической теории Ньюэлла, Саймона и Шоу, впервые представленной в 1955 году.
В работе «SOAR: An Architecture for General Intelligence» авторы описывают SOAR как реализованное предложение для архитектуры, способной к общему интеллектуальному поведению. Цель работы — обеспечить структуру, которая позволит системе выполнять полный спектр когнитивных задач, использовать все методы решения проблем и представления, подходящие для этих задач, и учиться на всех аспектах этих задач.
В книге «The Soar Cognitive Architecture» автор даёт полное представление о SOAR с теоретической и практической точек зрения, описывает фундаментальные аспекты и новые компоненты. В книге описываются детали памяти и процессов SOAR, демонстрируются отдельные компоненты, их работа в комбинации и применение в реальном мире.

### Этапы развития концепции
- Первое крупномасштабное приложение SOAR — R1-SOAR. Его разработал Пол Розенблум на основе экспертной системы R1 (XCON), которую Джон Макдермотт создал для настройки компьютеров DEC. R1-Soar продемонстрировал способность Soar масштабироваться до задач среднего размера, использовать иерархическую декомпозицию и планирование задач.
- NTD-SOAR — симуляция директора по тестам NASA, который координировал подготовку космического шаттла NASA перед запуском. Это была интегрированная когнитивная модель, которая включала множество различных сложных когнитивных возможностей, включая обработку естественного языка, внимание и визуальный поиск, а также решение проблем.
- Использование SOAR для симуляции виртуальных людей. Так, в Институте творческих технологий при Университете Южной Калифорнии с помощью SOAR создали виртуальный мир, в котором виртуальные люди поддерживают диалоги и сотрудничество.
- Применение SOAR в робототехнике. Например, в 1991 году реализовали Robo-Soar для управления рукой робота Puma.

## Основные концепции
Ключевые концепции когнитивной архитектуры SOAR включают:
- Использование продукционных правил для представления знаний. Эти правила указывают условия, при которых следует принимать действия, и хранятся в долговременной памяти, активируясь в зависимости от ситуации.
- Динамическая рабочая память, которая хранит текущее состояние и результаты последних вычислений. Она постоянно изменяется по мере обработки новой информации и отбрасывания старой.
- Механизм обучения на основе процесса группирование (чанкинг), при котором система создаёт новые правила на основе опыта.
- Обработка неопределённости и принятие решений в условиях неопределённости с помощью процесса, называемого теоретическим рассуждением о принятии решений.

## Применение
Когнитивная архитектура SOAR используется для создания интеллектуальных агентов в различных областях.

### Создание игровых агентов искусственного интеллекта
SOAR использовался для разработки агентов для таких игр, как StarCraft, Quake II, Descent 3, Unreal Tournament и Minecraft. Они поддерживают такие возможности, как пространственное мышление, стратегия в реальном времени и предвидение противника.

### Управление роботизированными приложениями
С помощью SOAR создано множество различных роботизированных приложений, от мобильных роботов до гуманоидных сервисных роботов, управляемых роботов-мулов и беспилотных подводных аппаратов.

### Моделирование поведения человека
SOAR использовался для разработки агентов, которые демонстрируют различные аспекты человеческого поведения. Например, агент TAC-Air-Soar моделировал пилотов истребителей в военных учениях, в которых применялись сценарии воздушных боёв.

## Критика
Критика когнитивной архитектуры SOAR связана с тем, что в ней отсутствуют некоторые важные возможности, которые есть у человека. В ответ на эту критику SOAR расширяли, добавляя новые механизмы обучения и долгосрочную память, а также новые формы несимвольной обработки. 
Некоторые факторы, которые вызывали трудности при использовании SOAR:
- Необходимость предварительных знаний о возможных структурах, которые могут существовать в рабочей памяти.
- Необходимость прерывания текущей обработки задачи для создания тупика, в котором механизм обучения может усвоить соответствующие правила.
- Ограничение обобщённости усвоенных знаний из-за того, что знания закодированы в правилах, и для их извлечения требуется точное соответствие.